# Swobodny jeździec
Swobodny jeździec (ang. Easy Rider) – wyreżyserowany przez Dennisa Hoppera film drogi, którego premiera odbyła się w 1969 roku. W obrazie przedstawiono m.in. styl życia obyczajowych rebeliantów końca lat 60. XX wieku: beatników, hippisów oraz rockersów. Tematem filmu jest poszukiwanie wolności i indywidualizmu dwóch wyalienowanych hippisów. Scenariusz do filmu napisali Hopper, Peter Fonda i Terry Southern.

## Fabuła
Dwaj motocykliści, Wyatt (Fonda) zwany – od motywu flagi Stanów Zjednoczonych, który widniał na jego kasku, kurtce oraz baku jego motocykla – „Kapitanem Ameryka” oraz Billy (Hopper), podróżują jednośladami przez południowe stany USA. Przed wyruszeniem w trasę udało im się przemycić sporą ilość kokainy z Meksyku do Los Angeles, co zapewniło im wystarczającą ilość gotówki, aby wyruszyć na Florydę. Jednak im dalej jadą na wschód tym mniej przychylne reakcje spotykają ich ze strony miejscowych ludzi. Na początku drogi trafiają na farmę, gdzie zostają bardzo gościnnie przyjęci przez gospodarzy, którzy pozwalają im naprawić koło, a następnie częstują obiadem.
Na bezdrożach Nowego Meksyku zabierają autostopowicza (Luke Askew), który okazuje się być członkiem komuny hipisowskiej, do której zaprosił motocyklistów. W mikrospołeczności dzieci kwiatów znajdującej się w okolicach Taos w Nowym Meksyku oglądają oni próby organizacji życia w stylu pierwotnym przez młodych uciekinierów z miast. Na odjeździe autostopowicz daje Wyattowi kartonik LSD, mówiąc aby podzielił się tym we właściwym miejscu z właściwymi ludźmi.
W małym miasteczku na trasie zostają aresztowani za „paradowanie bez pozwolenia”, ponieważ jechali dla żartu za lokalną paradą. W areszcie poznają prawnika i alkoholika George’a Hansona (Jack Nicholson), który pomaga im wyjść na wolność, a następnie rusza z nimi w trasę. W barze na terenie Luizjany, w którym chcieli coś zjeść, podróżujący zostają nieprzychylnie przyjęci przez siedzących obok nich mężczyzn i oficera policji, za to bardzo entuzjastycznie przez nastolatki, które koniecznie chcą z nimi ruszyć w drogę. W nocy na ich biwak napadają miejscowi – dotkliwie ich biją i zabijają George’a.
Billy i Wyatt jednak kontynuują podróż i docierają do Nowego Orleanu, gdzie trwa parada Mardi Gras. Znajdują tam dom publiczny, który polecił im George i wraz z dwiema prostytutkami – Karen (Karen Black) i Mary (Toni Basil) – oglądają paradę, a na koniec trafiają na cmentarz, gdzie wszyscy biorą LSD. Obrazy ich narkotykowego „odlotu” na nowoorleańskim cmentarzu należą do najbardziej znanych scen tego filmu.
Kolejnego ranka ruszają dalej w stronę Florydy. W drodze zostają wypatrzeni przez dwóch jadących pick-upem rednecków. Jeden z nich strzelając zabija najpierw Billa, a potem Wyatta, który ruszył po pomoc dla przyjaciela. Kamera filmująca płonący motor „Kapitana Ameryki” powoli unosi się w stronę nieba, pokazując z lotu ptaka sielski krajobraz (tzw. „ujęcie amerykańskie”).

## Obsada
- Peter Fonda – Wyatt
- Dennis Hopper – Billy
- Jack Nicholson – George Hanson
- Karen Black – Karen

## Odbiór
Film Swobodny jeździec postrzegany jest jako swoisty manifest poszukiwania wolności przez młodych ludzi. Ukazuje on także brak tolerancji i poszanowania ich odmienności (wyglądu, stylu życia) u znacznej części społeczeństwa amerykańskiego na przełomie lat 60. i 70.

## Ścieżka dźwiękowa
Źródło: 
- „The Pusher” – Steppenwolf
- „Born to Be Wild” – Steppenwolf
- „The Weight” – Smith
- „Wasn’t Born to Follow” – The Byrds
- „If You Want to Be a Bird” – The Holy Modal Rounders
- „Don’t Bogart Me” – Fraternity of Man
- „If 6 Was 9” – The Jimi Hendrix Experience
- „Kyrie Eleison/Mardi Gras (When the Saints)” – The Electric Prunes
- „It’s Alright, Ma (I’m Only Bleeding)” – Roger McGuinn
- „Ballad of Easy Rider” – Roger McGuinn

## Motocykle
Przedstawione w filmie motocykle to modele marki Harley-Davidson "Hydra-Glide" z 1949, 1950 i 1952 roku (zbudowano po dwa egzemplarze, na wypadek awarii), które przekształcone zostały przez Cliffa Vaughsa i Bena Hardy’ego według pomysłu Petera Fondy. To właśnie ten film spopularyzował, dziś już uznany za klasyczny, wygląd custom choppera z charakterystycznym, wydłużonym widelcem.
Repliki motocykli, którymi w filmie podróżowali główni bohaterowie

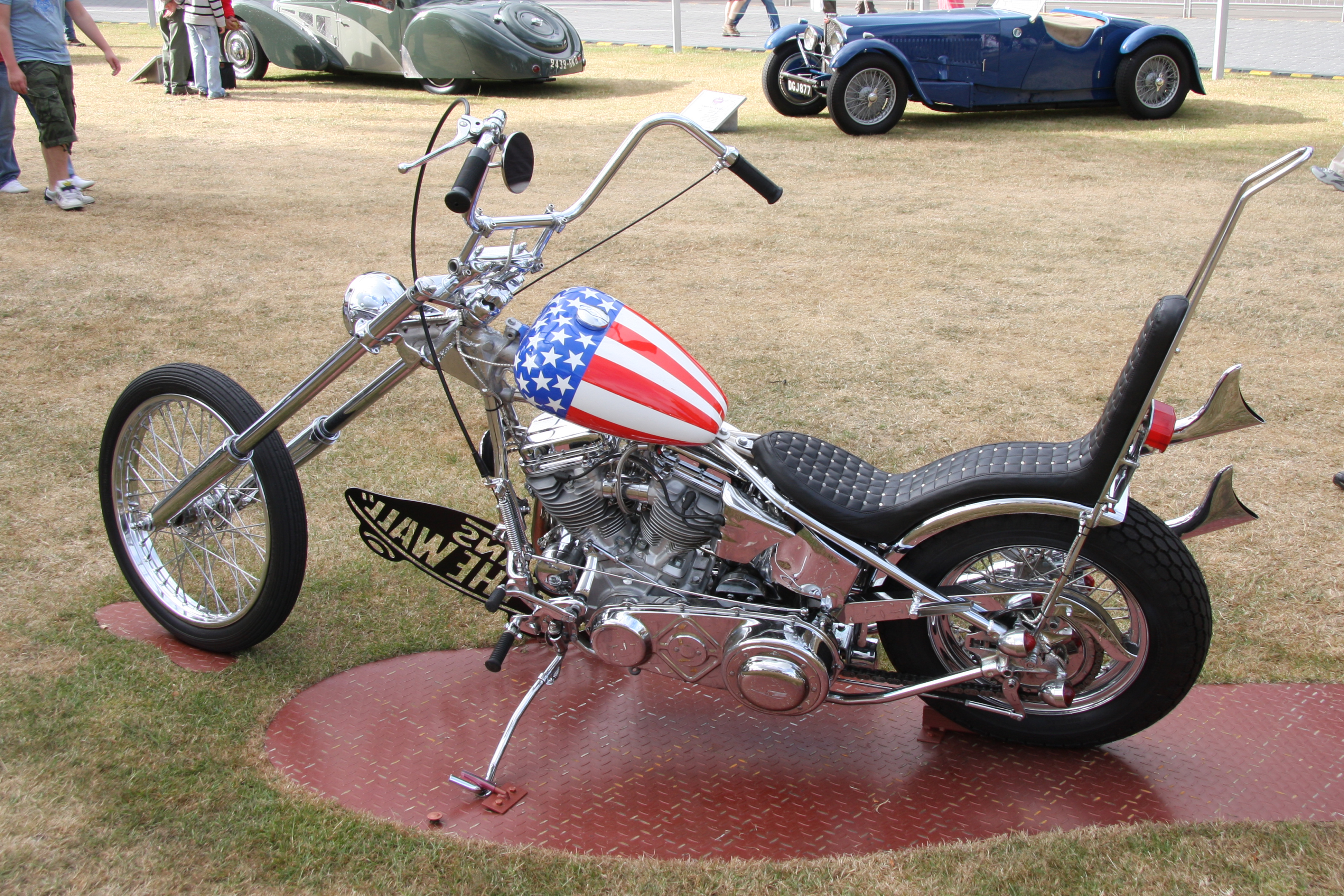
Motocykl Wyatta (Fonda)
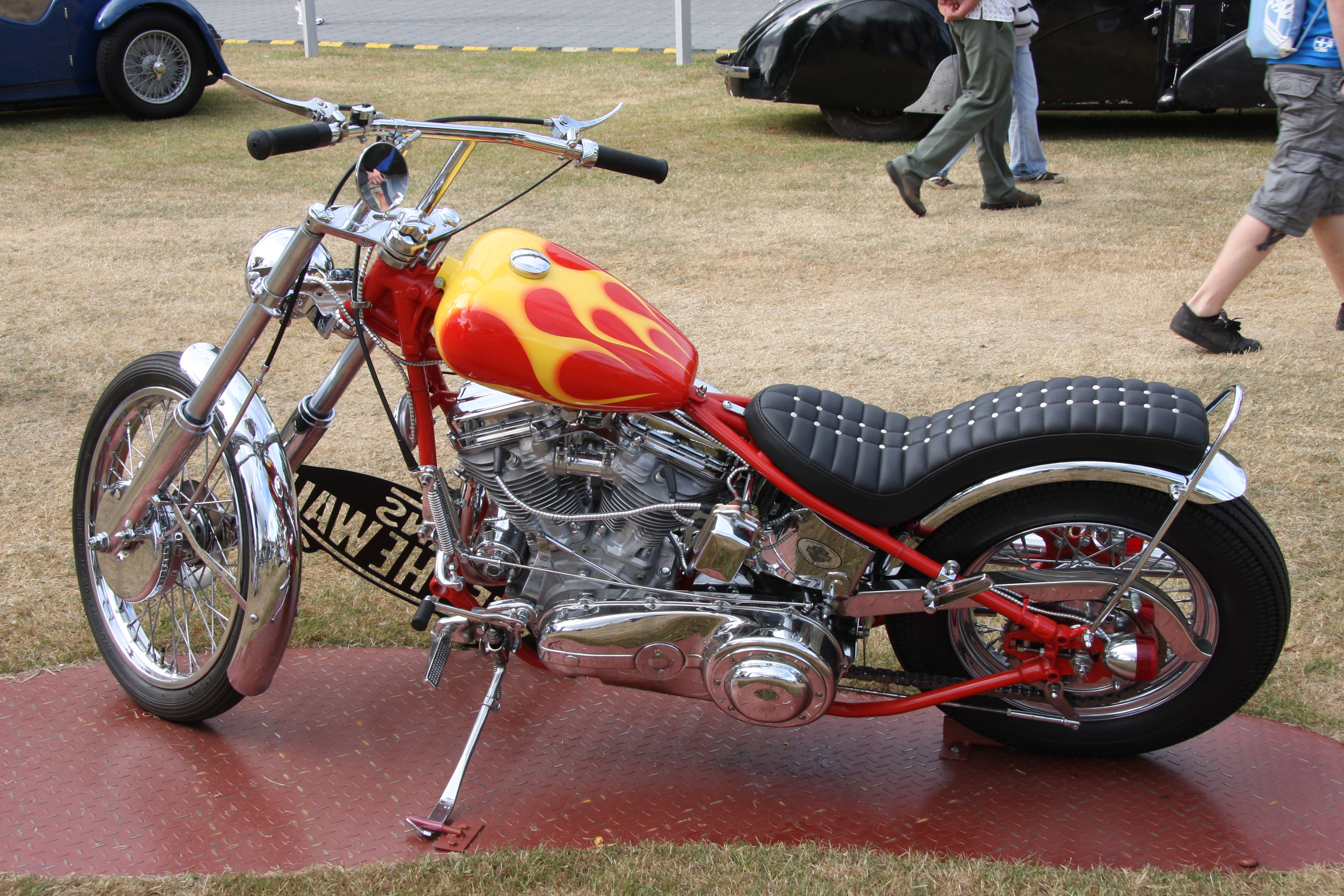
Motocykl Billy’ego (Hopper)